# Milton Malsor
Milton Malsor is een civil parish in het bestuurlijke gebied South Northamptonshire, in het Engelse graafschap Northamptonshire met 761 inwoners.